# Eurymerodesmus melacis
Eurymerodesmus melacis är en mångfotingart som beskrevs av Chamberlin och Stanley B. Mulaik 1941. Eurymerodesmus melacis ingår i släktet Eurymerodesmus och familjen Eurymerodesmidae. Inga underarter finns listade i Catalogue of Life.